# Ержебет Кочиш
Ержебет Кочиш (мађ. Kocsis Erzsébet; р. 11. марта 1965, Ђер, Мађарска) је бивша мађарска рукометашица који се такмичила за репрезентацију Мађарске на Олимпијским играма у Атланти 1996.

## Каријера
Са репрезентацијом Мађарске је освојила бронзану медаљу на Летњим олимпијским играма 1996. у Атланта и сребрну медаљу на Светском првенству у рукомету 1995. године одржане у Аустрији и Мађарској.
Са својим клубом Дунафером је у сезони 1994/95 била победник ЕХФ Купа победника купова.
- По избору Међународне рукометне федерације за ИХФ играчицу године је изабрана 1995. године[4].